# ليونيل تشارلز نايتس
ليونيل تشارلز نايتس (15 مايو 1906 - 8 مارس 1997) كان ناقدًا أدبيًا إنجليزيًا، وسلطة على شكسبير وفترة عمله. مقالته كم عدد الأطفال الذين أنجبوا السيدة ماكبث؟ (1933) هو كلاسيكي من النقد الحديث. هو أصبح أستاذ الملك إدوارد السابع للأدب الإنجليزي في الجامعة كامبريدج في عام 1965.

## حياته سابقة
ولد في جرانثام، والتحق في البداية مدرسة الملك في المدينة، تليها مدرسة هتشسونز النحوية، وغلاسكو، و مدرسة كامبريدجشير الثانوية للبنين. تلقى تعليمه في كلية سلوين، كامبريدج، حيث قرأ التاريخ واللغة الإنجليزية، وتخرج بدرجة أولى في عام 1928. وفي سنته الجامعية الأخيرة فاز بجائزة تشارلز أولدهام شكسبير، شاركها مع همفري جينينغز. تم انتخابه لمنحة دراسية  بحثية في كلية المسيح، كامبريدج في عام 1930 حيث عمل على أطروحة الدكتوراه.

## مهنة أدبية
كان محررًا مشاركًا في التدقيق، المجلة الأدبية F. R. Leavis، من 15 مايو 1932 إلى 1953 عندما توقف النشر.
كان محاضرًا للغة الإنجليزية في جامعة مانشستر في عام 1933، ثم أستاذ الأدب الإنجليزي في جامعة شيفيلد في عام 1947 وأستاذ اللغة الإنجليزية في وينترستوك في جامعة بريستول في عام 1953. من 1965-1973، كان أستاذ الملك إدوارد السابع للأدب الإنجليزي في الجامعة كامبريدج.

## الحياة الشخصية
تزوج إليزابيث بارنز في عام 1936. ولهما ولد، بنيامين، وابنة، فرانسيس. مات فرسان في  دورهام في عام 1997.

## الأعمال
- كم عدد الأطفال الذين أنجبوا السيدة ماكبث. مقال في نظرية وممارسة نقد شكسبير (1933)

- الدراما والمجتمع في عصر جونسون (1937)

- الاستكشافات: مقالات في النقد تتناول بشكل رئيسي عن أدب القرن السابع عشر (1946)

- الشعر والسياسة والتقاليد الإنجليزية (1954)

- بعض المواضيع شكسبير (1959)

- مقاربة لـ "هاملت" (1960)

- شكسبير: التاريخ (1962)

- مزيد من الاستكشافات (1965)

- أصوات عامة: الأدب والسياسة مع إشارة خاصة إلى القرن السابع عشر (1971)

- تنوع كوليردج: دراسات الذكرى المئوية الثانية (1974) محرر ب جون بير

- الاستكشافات 3: مقالات في النقد (1976)

- مقالات مختارة في النقد (1981)

- الكراهية المنظمة ومقالات أخرى عن جين أوستنمع دي دبليو هاردينج ومونيكا لولو